# Olof Larsson (ärkebiskop)
Olof Larsson (latin: Olaus Laurentii), död 25 juni 1438 i Nyköping, var en svensk präst och ärkebiskop av Uppsala stift från 1432 till sin död 1438. Han var ledande för riksrådet och en av undertecknarna av riksrådets privilegiebrev 1436. 

## Biografi
Olof Larsson studerade vid Leipzigs och Paris universitet, där han blev magister. Enligt historikern Ericus Olai (död 1486) var han "en allvarlig man, förfaren i lagen, vältalig och af stor klokhet". Han var från Trögds härad.
När ärkebiskop Johan Håkansson dog hade Olof Larsson sedan länge varit ”prost i Uppsala”. Av domkapitlet 1432 vald till ärkebiskop av Uppsala stift. Han for till Rom och underställde sitt val påvens dom, varefter han av denne invigdes i sitt ämbete. 
Kungen, Erik av Pommern, förklarade sig missnöjd med att allt detta skett utan hans godkännande, så mycket mer som "ärkebiskopen var konungens och rikets första råd och under unionskonungens frånvaro rikets föreståndare". Kungen yrkade därför på omval och utsåg den norske biskopen Arnold (Arend) i Bergen till ärkebiskop. En strid därom började. Arnold, som under konungens beskydd tog sitt säte i Uppsala, dog 1434 och 1435 försonade konungen sig med Olof Larsson som samma år kunde inviga Uppsala domkyrka, fullbordad efter en byggnadstid på två sekler. 
Olof Larsson sägs ha dött genom att han druckit förgiftad mjölk. Enligt en senare källa ska den blivande kungen Karl Knutsson (Bonde) ha varit ansvarig för dödsfallet.